# Herb gminy Majdan Królewski
Herb gminy Majdan Królewski – symbol gminy Majdan Królewski, autorstwa Marii Miroś.

## Wygląd i symbolika
Herb przedstawia na tarczy w polu białym złotą koronę w stylu pochodzącym z godła państwowego za czasów panowania królów z dynastii Sasów oraz złoty róg myśliwski. Korona nawiązuje do wizyty króla Augusta III i nadania praw miejskich, natomiast róg do Puszczy Sandomierskiej.